# راينهارد كليمت
راينهارد كليمت (بالألمانية: Reinhard Klimmt) (مواليد 16 أغسطس 1942 في برلين)، سياسي ألماني ينتمي إلى الحزب الديمقراطي الاجتماعي الألماني (SPD). شغل في الفترة من 1998 إلى 1999 منصب رئيس وزراء ولاية سارلاند، ومن 1999 إلى 2000 منصب الوزير الاتحادي للنقل والبناء والشؤون الحضرية.

## روابط خارجية
- راينهارد كليمت على موقع مونزينجر (الألمانية)